# 中村果生莉
中村 果生莉（なかむら かおり、1986年2月26日 - ）は、日本の女優、タレント、グラビアアイドル。愛称はカオリン。
埼玉県出身。所属事務所はエースデュースコード→ジールアソシエイツ。

## 来歴・人物
- 藤村女子高等学校卒業。高校時代のあだ名は「カカオ」だった[2]。
- 趣味はスキューバダイビング、スキー、映画鑑賞、アロマテラピー、スポーツ観戦、ゴルフの打ちっ放し。
- 特技は新体操。新体操選手として四大陸国際大会出場（団体金）、インターハイ出場（団体3位）の経歴を持つ。この特技を活かしプロ野球の始球式では回転したり足を高く上げて投球する。
- 高校の同級生に上村美揮[3]と溝口絵里加[4]がおり、特に溝口とはプライベートでも交流を続けている。また、歌手の前田知香[5]やベーシストの日野賢二[6]とも仲が良い。
- 1歳上の姉がいる[7]。
- 2023年にメンタルトレーニングなどの事業を行う株式会社リコレクトの取締役社長に就任[8]。

## 主な経歴
- 夕刊フジ ZAK THE QUEEN2006 準グランプリ
- ミスFLASH2006ファイナリスト
- 2代目ミスマリンちゃん（2006年-2007年）
- ミス・インターナショナル日本代表 準グランプリ（2007年）[9]
- サッポロビール2010年イメージガール[9]
- 2014年11月、よろこびの街100万ドルイメージキャラクター就任。

## 出演作品

### テレビドラマ
- ウルトラマンマックス 第38話（2006年、CBC・TBS系）
- ウルトラマンメビウス 第7話『ファントンの落し物』（2006年、CBC・TBS系） - ウェイトレス 役
- ヅラ刑事 頭上最大の決戦（2007年、フジテレビ） - ミス・カオリ 役
- ULTRASEVEN X 第9話（2007年、CBC・TBS系） - 100年前の女性・まひる 役
- 1ポンドの福音（2008年1月 - 3月、日本テレビ） - シスターグレイス 役
- 7人の女弁護士（2008年4月 - 6月、テレビ朝日） - 矢島里美 役
- 恋空（2008年8月-9月、TBS） - 担任・美園 役
- Room Of King（2008年9月 - 11月、フジテレビ） - 真田 役
- 魔女裁判（2009年4月 - 7月、フジテレビ） - 根津芳子 役

### バラエティ・情報番組
- サバドル!（2005年、テレビ東京）
- 1億人の大質問!?笑ってコラえて!（2011年1月26日/4月20日、日本テレビ）
- みんなのKEIBA 2011（2011年、東京競馬場開催時のみ、フジテレビ）
- シューイチ（2011年4月3日 - 2012年3月25日、日本テレビ）
- タモリ倶楽部/「空耳アワー」のコーナー(2回目)（2013年2月1日、テレビ朝日）
- 朝だ!生です旅サラダ（2013年4月 -2014年3月、ABCテレビ） - 旅サラダガールズ（月替わり出演）
- 住人十色（毎日放送） - 「訪問者」（リポーター）として不定期で出演中
- LIONS CHANNEL(2014年3月31日 - 2015年3月23日、テレビ埼玉)
- 100万ドルTV（2014年11月7日 - 、長野朝日放送）
- KEIBAプレミア（2016年6月19日 - 2019年9月1日、北海道文化放送） - 司会
- ワールドツアー 第84回「スイスとっておきの休日」（2024年9月21日、BSフジ） - 旅人

### OVM
- ビーチバレー刑事 盗撮ストーカーを追え!（2007年、エースデュースエンタテイメント）主演 - 麻奈美和 役
- ビーチバレー刑事 謎のコーチを追跡せよ!（2007年、エースデュースエンタテイメント）主演 - 麻奈美和 役

### 映画
- 痴漢男（2005年）

### CM
- サッポロビール『北海道生搾り』（2012年4月 - 、安田顕と共演）
- アメニティーズ「よろこびの街 100万ドル」
  - 「えっ！あの子が イメージキャラクターに！」 編（2014年10月 - ）
  - 「新イメージキャラクター中村果生莉(なかむらかおり)就任会見」 編（2014年11月 - ）
  - 「いろんな笑顔の交差点」 編（2014年12月 - ）

## 出版物

### 写真集
- 中村果生莉写真集 マリン・ドリーム（2007年、竹書房）ISBN 9784812432495

### DVD
- 中村果生莉 Marine Dream（2007年、竹書房）

## 関連書籍
- 刑事マガジン V（2007年、辰巳出版） - インタビュー掲載